# Shibkovita
La shibkovita és un mineral de la classe dels silicats, que pertany al grup de l'osumilita. Rep el nom per dos destacats geòlegs russos: Viktor Sergeevitch Shibkov (Виктора Сергеевича Шибкова) (1926-1992) i Nikolai Viktorovitch Shibkov (Николая Викторовича Шибкова).

## Característiques
La shibkovita és un silicat de fórmula química K(□,K,Na)₂Zn₃Ca₂[Si₁₂O30]. Cristal·litza en el sistema hexagonal. La seva duresa a l'escala de Mohs es troba entre 5,5 i 6.
Segons la classificació de Nickel-Strunz, la shibkovita pertany a «09.CM - Ciclosilicats, amb dobles enllaços de 6 [Si₆O18]12- (sechser-Doppelringe)» juntament amb els següents minerals: armenita, brannockita, chayesita, darapiosita, eifelita, merrihueïta, milarita, osumilita-(Mg), osumilita, poudretteïta, roedderita, sogdianita, sugilita, yagiïta, berezanskita, dusmatovita, almarudita, trattnerita, oftedalita i faizievita.

## Formació i jaciments
Va ser descoberta a la glacera Dara-i-Pioz, a la Regió sota subordinació republicana (Tadjikistan). Es tracta de l'únic indret de tot el planeta on ha estat descrita aquesta espècie mineral.